# Banoka
 (novembre 2017).
Banoka (en kurde بەنۆکە) est un village situé dans la province d'Erbil, dans le nord de l'Irak.

## Géographie
Le village est situé dans le district de Soran (en), à environ 55 km au nord-est d'Erbil, dans le Kurdistan irakien.
La frontière irako-iranienne se trouve à une centaine de kilomètres.

## Galerie

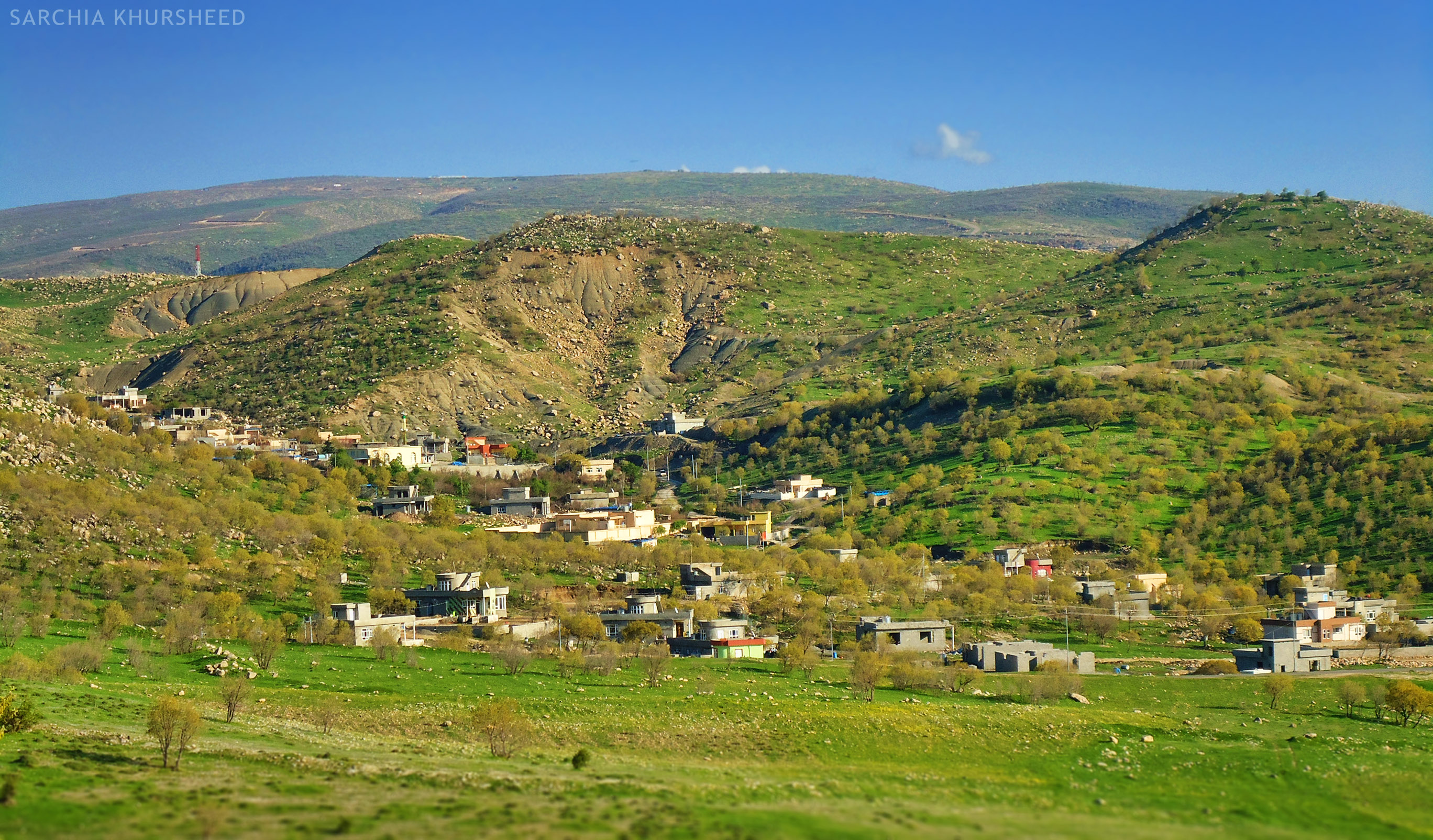
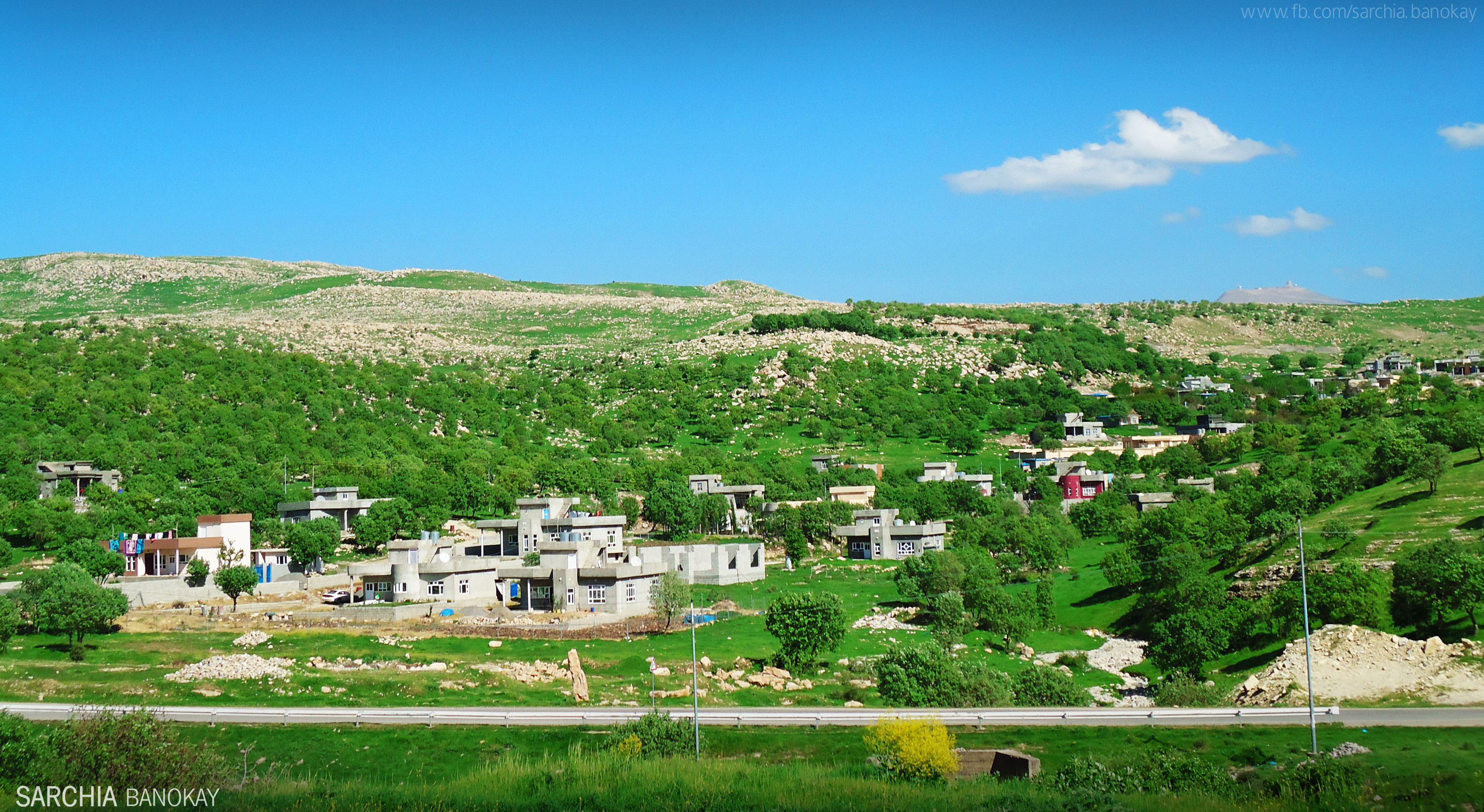
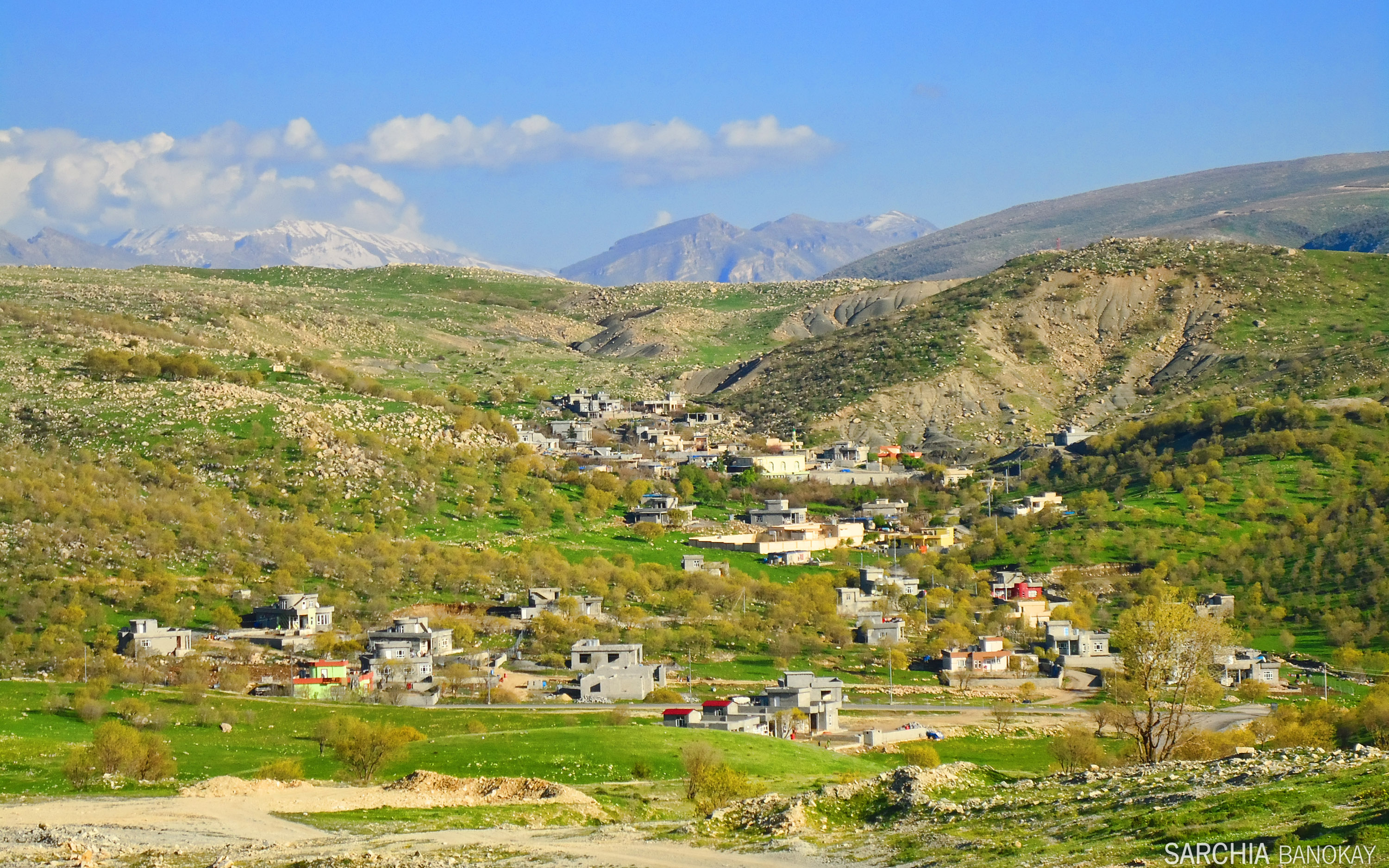
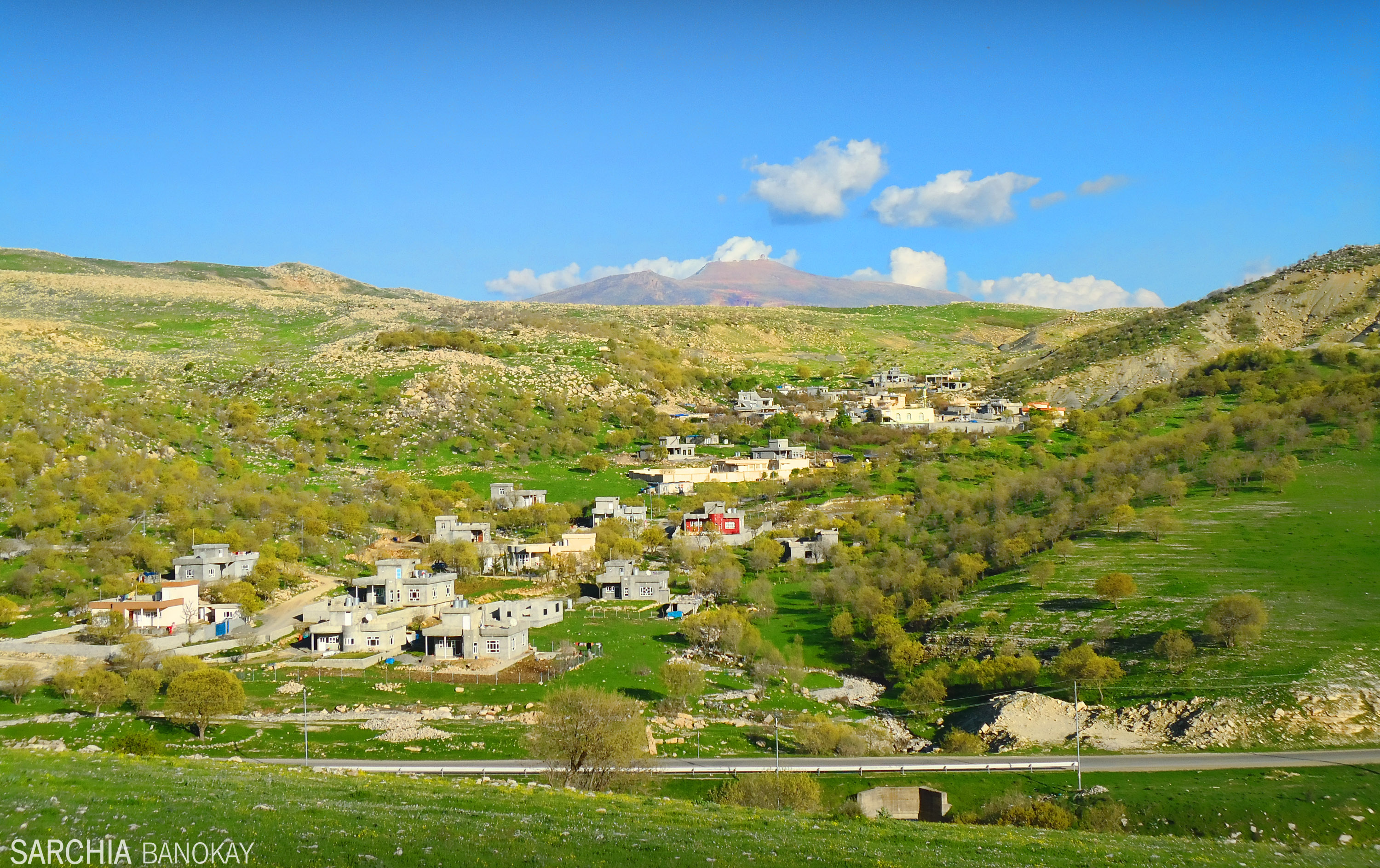
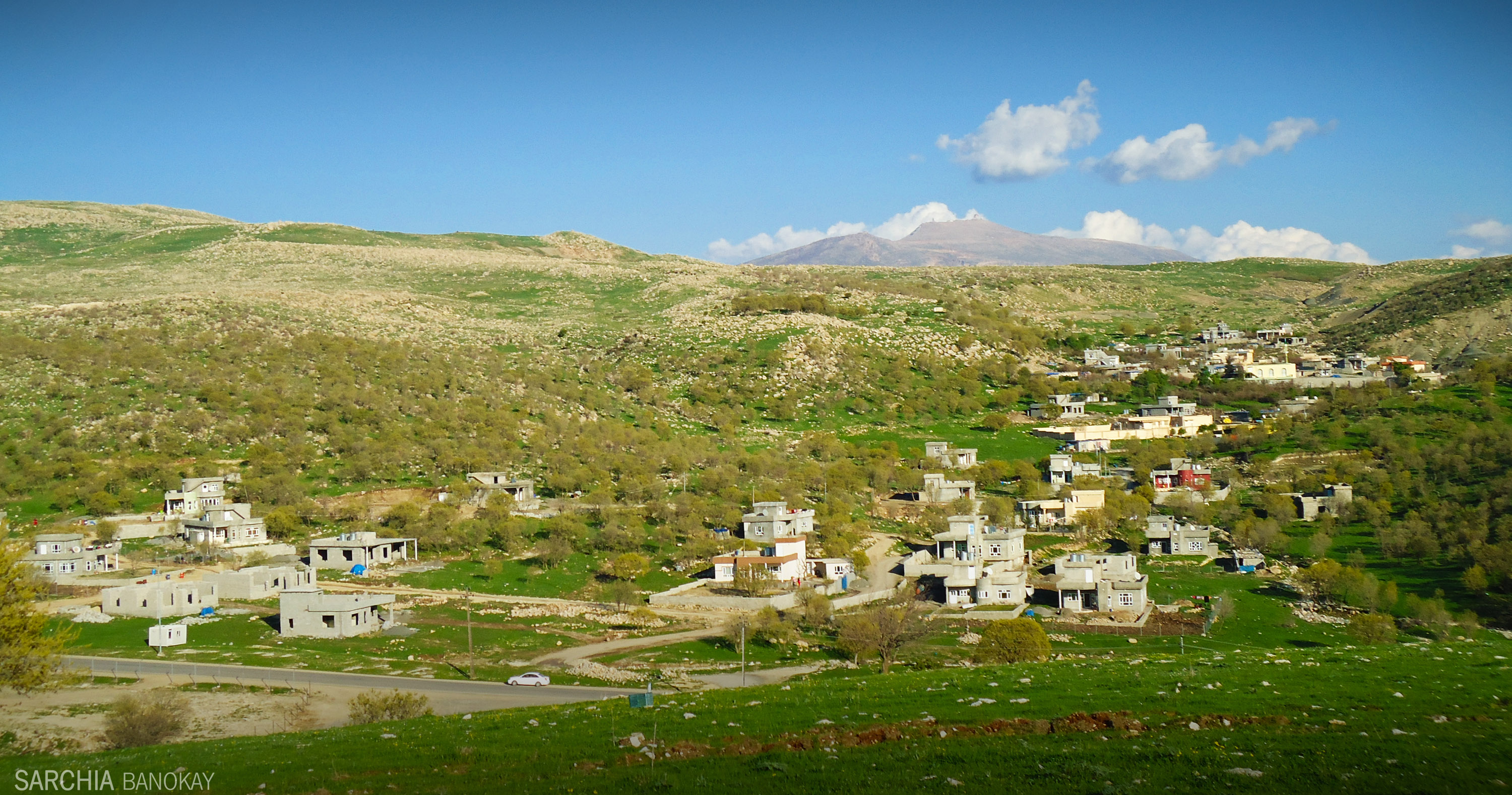
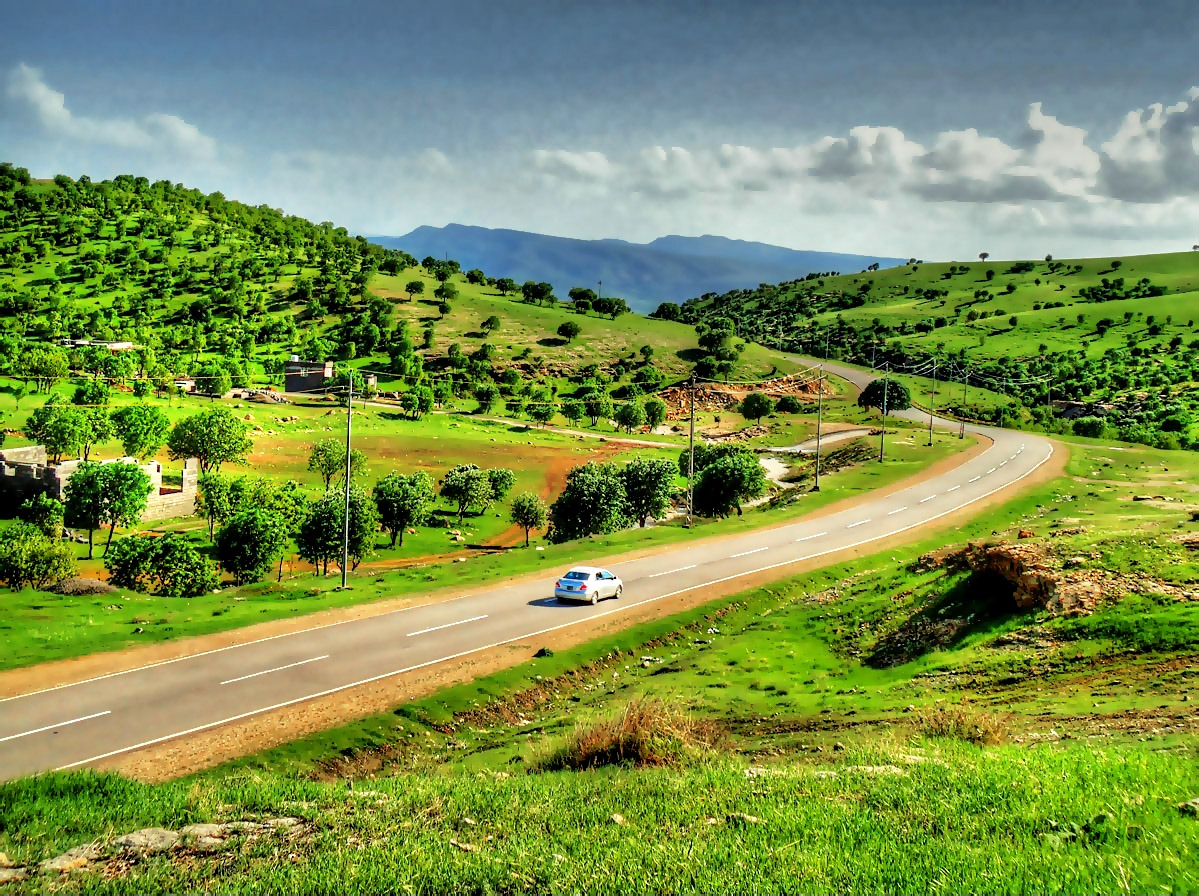